# Иванов, Виктор Петрович (химик)
Виктор Петрович Иванов — советский и российский государственный деятель, химик, кандидат технических наук, заслуженный химик России.

## Биография
Родился 17 января в 1943 году в городе Болотное Новосибирской области.
Окончил Томский политехнический институт им. С. М. Кирова.
Выпускник Академии народного хозяйства при Совете Министров СССР.
Кандидат технических наук

## Карьера
- 1967 – 1971 гг. — руководитель производства на заводе Минсредмаша СССР в г. Северск.
- 1971 – 1983 гг. — ПО «Титан» - начальник цеха, заместитель директора, генеральный директор, секретарь парткома
- 1983 – 1985 гг. — обучение в Академии народного хозяйства при Совете министров СССР.
- 1985 – 1986 гг. — Заместитель начальника Главка.
- 1986 – 1987 гг. — Генеральный директор ПО "Титан"
- 1988 – 1989 гг. — Заместитель Министра химической промышленности СССР
- 1989 – 1991 гг. — Член правления Ассоциации "Агрохим"
- 1991 – 1992 гг. — Советник Правительства России
- 1992 – 1996 гг. — Председатель Комитета по химической и нефтехимической промышленности РФ.
- 1998 – 2002 гг. — Президент внешнеторгового объединения "Союзхимэкспорт".
- 1997 – н.в. гг. — Президент Российского Союза химиков, Председатель Комиссии по химии и нефтехимии РСПП.

Почётный профессор РХТУ им. Д. И. Менделеева (с 2009 года).